# 라임색

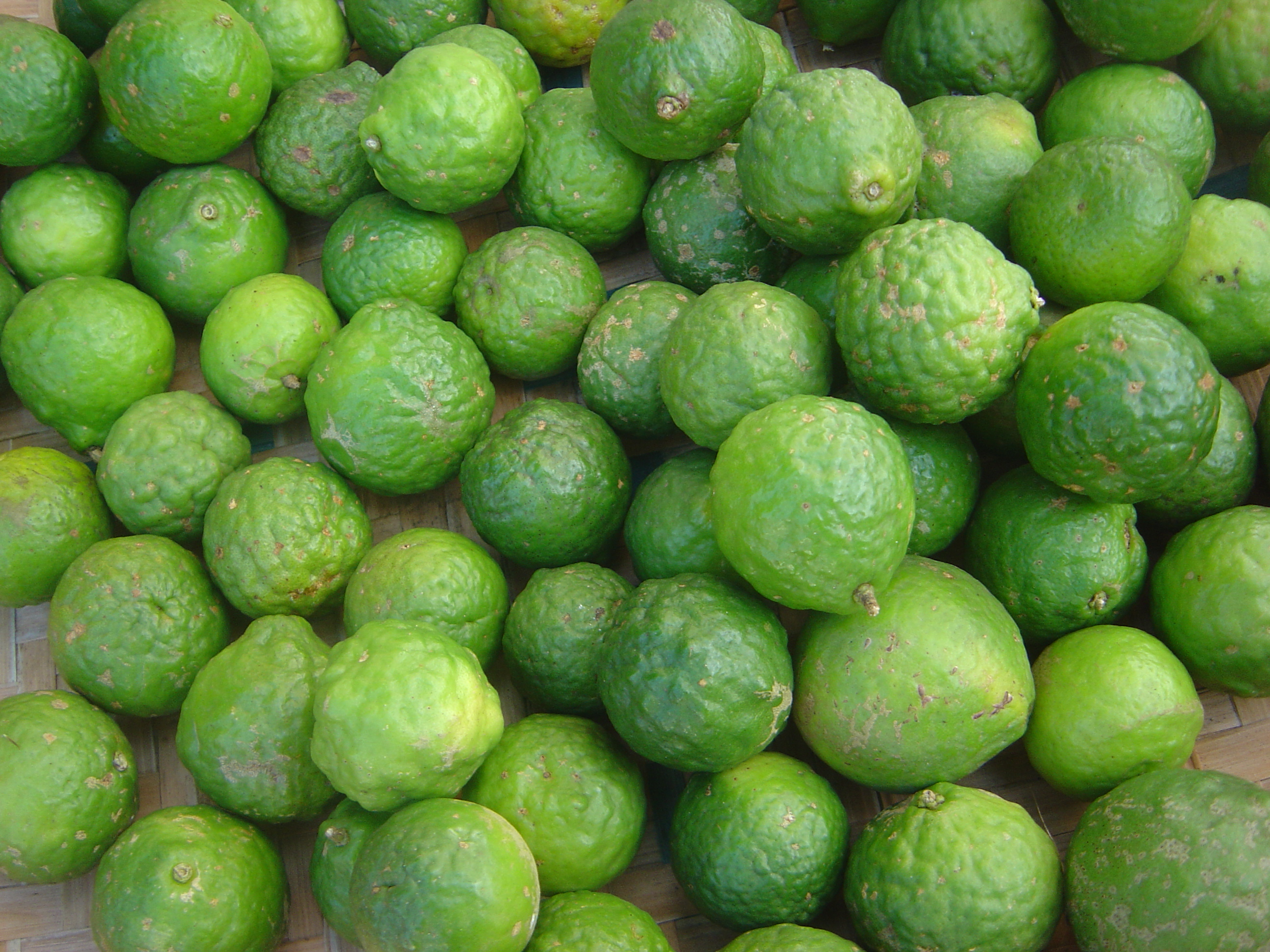
라임 열매

라임색(lime)은 귤과에 속하는 라임의 열매 색에서 유래한 색 이름이다. 노란색 물감과 녹색 물감을 3:1의 비율로 섞어 라임색을 만들 수 있다. 웹 색상에서 라임색은 녹색의 채도를 최대로 한 것을 말한다.

## 의미

### 정치
- 국민의당 색상이다.
- 민주평화당을 상징하는 색상이다.

### 국기
- 에콰도르 PAIS 연합당이 로고에 사용한다.

### 기타
- 세븐
- B1A4(파스텔 애플라임)
- 헬로비너스
- 아이비
- 크레용팝
- NCT
- 서해선 광역전철 고유색

## 국기

미얀마
우즈베키스탄
아제르바이잔
시에라리온
에리트레아
코모로

## 같이 보기
- 색 목록